# Plasnes
Plasnes – miejscowość i gmina we Francji, w regionie Normandia, w departamencie Eure.
Według danych na rok 1990 gminę zamieszkiwało 577 osób, a gęstość zaludnienia wynosiła 36 osób/km² (wśród 1421 gmin Górnej Normandii Plasnes plasuje się na 404 miejscu pod względem liczby ludności, natomiast pod względem powierzchni na miejscu 112).